# Кобдо (річка)
Кобдо, Ховд (монг. Ховд гол) — річка у північно-західній Монголії. Її довжина складає 516 км, ширина від 80 до 140 метрів, глибина від 1,5 до 3 метрів. Річка впадає в озеро Хара-Ус-Нур. Площа сточища 50 тис. км².

## Опис
Бере початок на південних схилах масиву Табин-Богдо-Ола, в верхів'ях протікає через Кобдоскі озера, потім перетинає відроги північного схилу Монгольського Алтаю. Нижню течію — в межах Улоговини Великих озер, де Кобдо утворює заболочену дельту, по якій розходиться 3 рукавами. Впадає в озеро Хара-Ус-Нур. Снігово-дощове живлення, паводок в травні-червні. Середня витрата води близько 100 м³/с. Загальна мінералізація до 300–400 мг/л. Використовується для водопостачання, сплаву лісу, який заготовлюють у верхів'ях.
Гори у верхній течії Кобдо густо покриті лісами з модрини, яка утворює гаї, берези річки вкриті тополевим та вербовим лісом. Далі річка тече по безплідній рівнині, але берегова лінія тягнеться до гирла

## Флора і фауна
Вище між Цасту-хаірханом та Алтин-Кукеєм водиться кільчастий фазан (Phasianus torquatus); ця ділянка, не більше 100 верст вздовж річки віддалена від головного ареалу приживання птахів (на Амурі та Ордосі) не менше, ніж на 2000 верст. У річці також водяться ті ж риби, що й у інших притоках озера Киргиз.

## Демографічні особливості
Нижню частину долини займають кочів'я дюрбютів, у її верхів'ях живе тюркське плем'я кокчулу туни (частина урянхайців чи сойотів), коло озера Даїн-гуль живуть киргизи клану кирей.

## Дослідження
У 1900-х роках долину річки досліджував російський природознавець В. В. Сапожников який проводив експедиції в Монгольський Алтай. Зокрема ним була визначена площа обледеніння, яка на той час складала 150 квадратних верст (170,715 км²). Він першим дослідив та зафіксував на карті витоки Кобдо. Також він зібрав колекцію гірських порід, рослин, тварин, зібрав відомості з етнографії та археології цього регіону Центральної Азії.